# Michel Van Vaerenbergh
Michel Van Vaerenbergh (ur. 21 lutego 1920 – zm. 11 marca 1986) – belgijski piłkarz grający na pozycji pomocnika. Był reprezentantem Belgii.

## Kariera klubowa
Swoją karierę piłkarską Van Vaerenbergh rozpoczął w klubie RSC Anderlecht, w którym zadebiutował w sezonie 1936/1937 w pierwszej lidze belgijskiej i grał w nim do końca sezonu 1950/1951. Wraz z Anderlechtem czterokrotnie wywalczył mistrzostwo Belgii w sezonach 1946/1947, 1948/1949, 1949/1950 i 1950/1951 oraz dwa wicemistrzostwa Belgii w sezonach 1943/1944 i 1947/1948. W sezonie 1952/1953 grał w RC Gand, w którym zakończył karierę.

## Kariera reprezentacyjna
W reprezentacji Belgii Van Vaerenbergh zadebiutował 30 maja 1946 w zremisowanym 2:2 towarzyskim meczu z Holandią, rozegranym w Antwerpii i w debiucie strzelił gola. Od 1946 do 1949 rozegrał w kadrze narodowej 2 mecze strzelając 1 bramkę.